# أنت لست وحدك (أغنية لمودرن توكينغ)
«أنت لست وحدك» (بالإنجليزية: You Are Not Alone)‏ هي أول أغنية منفردة لـ مودرن توكينغ تم إصدارها من ألبومهم الثامن وحده. تم إصدارها في ألمانيا وأقاليم أوروبية أخرى في 1 فبراير 1999.

## خلفية
في ألمانيا، بلغت الأغنية ذروتها في المرتبة السابعة في 8 مارس 1999، بعد شهر من تاريخ إصدارها. أمضت «لست وحدك» خمسة أسابيع في الرسم البياني الألماني الفردي ومجموع 15 أسبوعًا على أعلى 100، وصلت في النهاية إلى وضع ذهبي لشحن أكثر من 250.000 في ألمانيا وحدها.
بينما دخلت أغنية «أنت لست وحدك» ضمن أفضل 20 شركة في سويسرا وفرنسا والسويد، تمكنت من دخول المراكز العشرة الأولى في فنلندا والمراكز الخمسة الأولى في النمسا والنرويج.

## إصدار واحد
CD-Maxi Hansa 74321 63800 2 (BMG) / EAN 0743216380022 01.02.1999
| لا. | لقب                         | "طول |
| --- | --------------------------- | ---- |
| 1.  | لست وحدك (نسخة فيديو)       | 3:23 |
| 2.  | لست وحدك (تحرير الراديو)    | 3:41 |
| 3.  | لست وحدك (نسخة موسعة)       | 4:55 |
| 4.  | لست وحدك (ريمكس)            | 4:32 |
| 5.  | مزيج الفضاء (تحرير الراديو) | 4:31 |

## روابط خارجية
- كلمات الأغنية الكاملة على مترولايركس
- You Are Not Alone على Discogs (قائمة بالإصدارات)